# CD Luis Ángel Firpo
CD Luis Ángel Firpo is een Salvadoraanse voetbalclub uit Usulután.

## Geschiedenis
Het is de oudste clubs van het land. De club werd in 1923 door enkele inwoners van Usulután opgericht onder de naam Tecún Umán en werd later herdoopt in CD Luis Ángel Firpo, ter ere van de Argentijnse bokser Luis Ángel Firpo. In 1942 genoot de club voor het eerst succes toen ze kampioen werden van de oostelijke zone in El Salvador. In de finale groepsfase om de landstitel moest de club de titel echter laten aan Quequeisque. Tussen de jaren 50 en 60 degradeerde de club een aantal keer, maar sinds 1972 is de club een vaste waarde in de hoogste klasse. In 1989 won de club zijn eerste landstitel en kon er daarna nog acht andere aan toevoegen.

## Erelijst
- Landskampioen

1989, 1991, 1992, 1993, 1998, 1999 (C), 2000 (C), 2007 (A), 2008 (C)

## Bekende (oud-)spelers
- Jorge González